# Zonsverduistering van 2 juli 2019
De totale zonsverduistering van 2 juli 2019 trok veelal over zee. In Chili en Argentinië was een smalle strook op land waar de eclips werd waargenomen.

## Lengte

### Maximum
Het punt met maximale totaliteit bevond zich op zee ver van enig land op het coördinatenpunt 17.39 Z / 109.00 W en duurde 4m32,8s.

### Limieten
| Fenomeen                    | Code | Tijdstip UTC |
| --------------------------- | ---- | ------------ |
| Eerste contact bijschaduw   | P1   | 16:55:08.1   |
| Eerste contact kernschaduw  | U1   | 18:01:04.3   |
| Kernschaduw compleet vanaf  | U2   | 18:03:24.6   |
| Bijschaduw compleet vanaf   | P2   | Niet         |
| Maximum eclips              | GE   | 19:22:53.0   |
| Bijschaduw compleet t/m     | P3   | Niet         |
| Kernschaduw compleet t/m    | U3   | 20:42:19.6   |
| Laatste contact kernschaduw | U4   | 20:44:44.3   |
| Laatste contact bijschaduw  | P4   | 21:50:33.8   |

## Zichtbaarheid

### Uitleg
In Chili was de totale verduistering achtereenvolgens te zien in de volgende regio's: Atacama en Coquimbo. In Argentinië was de totale verduistering achtereenvolgens te zien in de volgende provincies: San Juan, La Rioja, San Luis, Córdoba, Santa Fe en Buenos Aires. Omdat de verduistering in deze landen pas plaatsvond ruim nadat de zon het hoogste punt had bereikt, waren de omstandigheden in het oosten van Argentinië het slechtst. Waarnemen in Chili of het westen van Argentinië gaf de beste waarneemomstandigheden.

### In Zuid-Amerika

#### Chili
| Atacama (1e regio) | Atacama (1e regio) | Atacama (1e regio) | Coquimbo (2e regio)    | Coquimbo (2e regio) | Coquimbo (2e regio) |
| Plaats             | Code               | Lengte             | Plaats                 | Code                | Lengte              |
| ------------------ | ------------------ | ------------------ | ---------------------- | ------------------- | ------------------- |
| Carrizalilo        |                    | 2m18.0s            | Andacollo              |                     | 1m25.5s             |
| El Pollo           | NV                 | 0m43.9s            | Coquimbo               |                     | 2m01.9s             |
| Los Barros         |                    | 1m38.9s            | La Higuera             | CL                  | 2m35.8s             |
| Los Christales     |                    | 1m55.8s            | La Serena              |                     | 2m15.3s             |
| Sarco              |                    | 1m24.5s            | La Silla observatorium |                     | 1m51.3s             |
|                    |                    |                    | Paihuano               |                     | 2m30.8s             |
|                    |                    |                    | Pisco Elqui            |                     | 2m25.9s             |
|                    |                    |                    | Punta Choros           |                     | 2m32.6s             |
|                    |                    |                    | Vicuna                 |                     | 2m25.9s             |

#### Argentinië
| San Juan (1e provincie)        | San Juan (1e provincie) | San Juan (1e provincie) | La Rioja (2e provincie) | La Rioja (2e provincie) | La Rioja (2e provincie) | San Luis (3e provincie)        | San Luis (3e provincie)     | San Luis (3e provincie)     |
| Plaats                         | Code                    | Lengte                  | Plaats                  | Code                    | Lengte                  | Plaats                         | Code                        | Lengte                      |
| ------------------------------ | ----------------------- | ----------------------- | ----------------------- | ----------------------- | ----------------------- | ------------------------------ | --------------------------- | --------------------------- |
| Angualasto                     |                         | 2m00.7s                 | Ambil                   | NP                      | 0m35.6s                 | Candelaria                     | CL                          | 2m21.5s                     |
| Bermejo                        |                         | 2m02.7s                 | Chepes                  |                         | 2m01.6s                 | Lujan                          |                             | 2m03.1s                     |
| Iglesia                        |                         | 2m29.4s                 | Desiderio Tello         |                         | 1m06.6s                 | Merlo                          |                             | 2m18.0s                     |
| Las Tumanas                    |                         | 1m50.6s                 | Ulapes                  |                         | 2m09.3s                 | Naschel                        |                             | 1m05.2s                     |
| Mogna                          |                         | 2m23.0s                 |                         |                         |                         | Quines                         |                             | 2m18.2s                     |
| Rodeo                          |                         | 2m17.1s                 |                         |                         |                         | San Francisco del Monte de Oro | ZV                          | 0m52.0s                     |
| San Agustin de Valle Fertil    | NV                      | 0m55.3s                 |                         |                         |                         | Talita                         |                             | 2m20.6s                     |
| San Jose de Jachal             |                         | 1m55.5s                 |                         |                         |                         | Tilisarao                      |                             | 1m55.7s                     |
| San Juan (north)               | ZP                      | 1m40.4s                 |                         |                         |                         |                                |                             |                             |
| Tucunuco                       |                         | 2m24.4s                 |                         |                         |                         |                                |                             |                             |
| Villa Mercedes                 |                         | 1m25.0s                 |                         |                         |                         |                                |                             |                             |
| Córdoba (4e provincie)         | Córdoba (4e provincie)  | Córdoba (4e provincie)  | Santa Fe (5e provincie) | Santa Fe (5e provincie) | Santa Fe (5e provincie) | Buenos Aires (6e provincie)    | Buenos Aires (6e provincie) | Buenos Aires (6e provincie) |
| Plaats                         | Code                    | Lengte                  | Plaats                  | Code                    | Lengte                  | Buenos Aires zuidelijke regio  | Code                        | Lengte                      |
| Achiras (north)                | ZP                      | 0m28.0s                 | Firmat                  |                         | 0m56.3s                 | Burzaco                        | NP                          | 0m48.7s                     |
| Adelia Maria (north)           | ZP                      | 0m11.3s                 | Teodelina               |                         | 2m09.2s                 | Glew                           | NP                          | 1m03.8s                     |
| Arias                          | CL                      | 2m13.3s                 | Venado Tuerto           |                         | 2m10.4s                 | Gregorio La Ferrere            | NP                          | 0m38.5s                     |
| Assunta                        |                         | 2m12.0s                 | Villa Cañás             | CL                      | 2m11.5s                 | La Reja                        | NP                          | 0m45.8s                     |
| Canals                         |                         | 2m12.0s                 |                         |                         |                         | Libertad                       | NP                          | 0m29.5s                     |
| Charras                        |                         | 2m15.0s                 |                         |                         |                         | Luis Guillon                   | NP                          | 0m37.1s                     |
| Corral de Bustos               |                         | 1m36.1s                 |                         |                         |                         | Parque San Martin              | NP                          | 0m46.1s                     |
| Etruria                        |                         | 1m59.3s                 |                         |                         |                         | Overige plaatsen               | Overige plaatsen            | Overige plaatsen            |
| Gral. Cabrera                  |                         | 2m12.9s                 |                         |                         |                         | Plaats                         | Code                        | Lengte                      |
| Gral. Deheza                   |                         | 2m06.7s                 |                         |                         |                         | Bragado                        |                             | 1m06.5s                     |
| Hernando                       |                         | 1m04.9s                 |                         |                         |                         | Cañuelas                       |                             | 1m54.8s                     |
| Justiniano Posse               | NV                      | 0m46.4s                 |                         |                         |                         | Chacabuco                      |                             | 2m07.5s                     |
| La Carlota                     |                         | 2m11.2s                 |                         |                         |                         | Chascomus                      | CL                          | 2m03.1s                     |
| Laborde                        |                         | 2m01.5s                 |                         |                         |                         | Chivilcoy                      |                             | 2m05.1s                     |
| Rio Cuarto                     |                         | 1m58.4s                 |                         |                         |                         | Colon                          |                             | 1m51.4s                     |
| Rio Tercero (south)            | NP                      | 0m35.9s                 |                         |                         |                         | Ezeiza                         |                             | 1m05.9s                     |
| Villa Dolores                  |                         | 1m52.5s                 |                         |                         |                         | Junin                          |                             | 1m59.9s                     |
| Villa General Belgrano (south) | NP                      | 0m31.2s                 |                         |                         |                         | Lujan                          |                             | 0m59.6s                     |
| Villa Rumipal                  |                         | 1m36.4s                 |                         |                         |                         | Mercedes                       |                             | 1m47.8s                     |
|                                |                         |                         |                         |                         |                         | Pergamino                      | NV                          | 1m00.4s                     |
|                                |                         |                         |                         |                         |                         | Rojas                          |                             | 2m02.5s                     |
|                                |                         |                         |                         |                         |                         | Zon gaat verduisterd onder in  |                             |                             |
|                                |                         |                         |                         |                         |                         | Plaats                         | Code                        | Lengte                      |
|                                |                         |                         |                         |                         |                         | Don Cipriano                   |                             | 1m54.6s                     |
|                                |                         |                         |                         |                         |                         | Monasterio                     |                             | 2m02.7s                     |

#### Codelegenda
| Afkorting | Uitleg |
| --------- | --- |
| CL        | Deze plaats ligt op de centrale lijn, voor een waarnemer op deze lijn schuift de maan exact in het midden voor de zon langs. De totaliteitsduur is noordwaarts of zuidwaarts op korte afstand al veel lager.                                      |
| NV        | Deze plaats ligt nabij de noordelijke zonerand, hier is totaliteit waarneembaar, maar verder zuidwaarts duurt de totaliteit langer. |
| ZV        | Deze plaats ligt nabij de zuidelijke zonerand, hier is totaliteit waarneembaar, maar verder noordwaarts duurt de totaliteit langer. |
| NP        | Deze plaats ligt op de noordelijke zonerand, in het noordelijk deel van deze plaats is geen totaliteit waarneembaar. In het zuiden van deze plaats is wel totaliteit waarneembaar, maar verder zuidwaarts duurt de totaliteit aanzienlijk langer. |
| ZP        | Deze plaats ligt op de zuidelijke zonerand, in het zuidelijk deel van deze plaats is geen totaliteit waarneembaar. In het noorden van deze plaats is wel totaliteit waarneembaar, maar verder noordwaarts duurt de totaliteit aanzienlijk langer. |

### In de Stille Oceaan
Er waren diverse eilanden in de Stille Oceaan waar de eclips totaal of gedeeltelijk kon worden waargenomen; hieronder een beknopt overzicht:

#### Totale verduistering
| Stad | Eiland | Map                | Lengte  |
| ---- | ------ | ------------------ | ------- |
|      | Oeno   | 23.93 Z / 130.74 W | 2m54.6s |

#### Gedeeltelijke verduistering
| Stad       | Eiland     | Map                | Dekking |
| ---------- | ---------- | ------------------ | ------- |
| Adamstown  | Pitcairn   | 25.07 Z / 130.11 W | 97,5%   |
| Rairua     | Raivavae   | 23.87 Z / 147.67 W | 81,9%   |
| Hanga Roa  | Paaseiland | 27.12 Z / 109.36 W | 79,7%   |
| Papeete    | Tahiti     | 17.68 Z / 149.43 W | 61,9%   |
| Avarua     | Rarotonga  | 21.23 Z / 159.78 W | 58,5%   |
|            | Eiao       | 8.00 Z / 140.66 W  | 47,1%   |
| Nuku'alofa | Tongatapu  | 21.24 Z / 175.21 W | 38,9%   |
| Omoka      | Penrhyn    | 9.00 Z / 158.00 W  | 25,1%   |
| Taulaga    | Swains     | 11.05 Z / 171.08 W | 13,7%   |
| Nukunonu   | Tokelau    | 9.16 Z 171.84 W    | 7,2%    |

### In Midden-Amerika
Er waren 5 landen in Midden-Amerika waar een "deukje" in de zon viel waar te nemen, de bedekkingspercentages waren hier echter zeer laag:
| Land        | Percentage |
| ----------- | ---------- |
| Guatemala   | 0,1%       |
| El Salvador | 0,3%       |
| Nicaragua   | 3,8%       |
| Costa Rica  | 9,4%       |
| Panama      | 10,0%      |